# Franz Reiter (Politiker)
Franz Reiter (* 25. Jänner 1962 in Kufstein) ist ein österreichischer Politiker (SPÖ). Er ist Vorsitzender des ÖGB-Tirol und war von 2003 bis 2008 Abgeordneter zum Tiroler Landtag sowie dessen Zweiter Vizepräsident.

## Ausbildung und Beruf
Franz Reiter absolvierte nach dem Besuch der Volks- und Hauptschule den Polytechnischen Lehrgang und begann danach eine Lehre als Betriebsschlosser. Er arbeitete zwischen 1977 und 1992 als Schlosser und absolvierte die Sozialakademie der Arbeiterkammer Wien. Zudem schloss er ein HFL-Fernstudium in Betriebswirtschaft ab. Franz Reiter ist seit 1992 als kaufmännischer Angestellter tätig und arbeitet derzeit für die Firma Veitsch Radex GmbH.
Franz Reiter engagiert sich stark im ÖGB. Er ist seit 1992 Betriebsratsvorsitzender in Hochfilzen. Zudem ist Reiter Europabetriebsrat und Zentralbetriebsrat der Veitsch Radex GmbH. Im Jahr 2000 wurde er zum Vorsitzenden des Tiroler ÖGB gewählt. 

## Politik
Reiter war zwischen 1992 und dem 1. Dezember 2003 Bürgermeister von St. Jakob in Haus. Er trat bei den Landtagswahlen 2003 an der vierten Stelle der SPÖ-Landesliste an und zog am 21. Oktober 2003 in den Tiroler Landtag ein. Am selben Tag wurde er zum Zweiten Vizepräsidenten des Tiroler Landtags gewählt. Er ist Mitglied in den Ausschüssen für „Arbeit, Soziales und Gesundheit“, „Wirtschaft, Tourismus und Technologie“, sowie Mitglied des „Immunitäts- und Unvereinbarkeitsausschuss“ beziehungsweise des Notstandsausschusses.  Auf der am 31. März 2008 präsentierten Landesliste der SPÖ für die Landtagswahl 2008 war Reiter nicht mehr unter den ersten zehn Personen gereiht. Er verzichtete auf eine neuerliche Kandidatur, nachdem er von Platz acht auf er Landesliste auf Platz elf umgereiht worden war und schied mit dem 1. Juli 2008 aus dem Landtag aus. Im August 2008 kündigte Reiter zudem an, bei der kommenden Neuwahl des Tiroler ÖGB-Präsidenten vielleicht nicht mehr antreten zu wollen.

## Privates
Franz Reiter wohnt in St. Jakob in Haus. Er ist verheiratet und hat zwei Söhne. 